# Косіба Масатосі
Масатосі Косіба (19 вересня 1926, Тойохасі, Японія — 12 листопада 2020) — японський фізик, однин із засновників нейтрінної астрономії, лауреат Нобелівської премії з фізики 2002 року «за піонерський внесок в астрофізику, зокрема за виявлення космічних нейтрино» (спільно з Раймондом Девісом). Професор Токійського університету.
Його робота на нейтринних детекторах Каміока і Супер-Каміоканде допомогла виявити сонячні нейтрино та виміряти їхню нестачу в порівнянні з тодішніми теоретичними передбаченнями — так звану проблему сонячних нейтрино.

## Біографія
Косіба народився в Тойохасі в центральній Японії 19 вересня 1926 року в родині Тосіо та Хаяко Косіби. Його батько був військовим офіцером. Коли Масатосі було три роки, його мати померла, і батько одружився з її старшою сестрою. Масатосі виріс у Йокосуці, а закінчив середню школу в Токіо. Згадують, що в школі він спочатку цікавився вивченням німецької літератури, але обрав за спеціалізацію фізику, підштовхуваний жорствою критикою свого вчителя.
Він закінчив Токійський університет у 1951 році, а потім здобув ступінь доктора філософії з фізики в Університеті Рочестера в США у 1955 році.
Косіба розпочав свою кар'єру науковим співробітником на кафедрі фізики Чиказького університету (липень 1955 — лютий 1958). Потім він був асоційованим професором Інституту ядерних досліджень Токійського університету (березень 1958 — жовтень 1963).
Наприкінці 1950-х років, повернувшись до Японії, Косіба одружився з Кіото Като, кураторкою художнього музею. У подружжя народилися син і дочка.
Перебуваючи у відпустці з листопада 1959 року по серпень 1962 року, Косіба виконував обов'язки директора Лабораторії фізики високих енергій і космічного випромінювання Фізичного факультету Чиказького університету. У Токійському університеті він став асоційованим професором у березні 1963 року, професором на кафедрі фізики наукового факультету у березні 1970 року, а потім емеритованим професором у 1987 році. З 1987 по 1997 рік Косіба викладав в Токайському університеті.
У 2002 році він отримав Нобелівську премію з фізики «за піонерський внесок в астрофізику, зокрема за виявлення космічних нейтрино». За те ж саме досягнення Нобелівську премію того року отримав Реймонд Девіс, натомість як Ріккардо Джакконі був нагороджений іншою часткою премії «за створення рентгенівської астрономії і винахід рентгенівського телескопа».
Косіба помер 12 листопада 2020 року в лікарні Едогава в Токіо у віці 94 років.

## Наукові результати
На початку своєї кар'єри Косіба досліджував космічні промені. У 1969 році він перейшов до досліджень фізики електрон-позитронного колайдера та брав участь у роботі з детектором JADE у Німеччині, що допомогло підтвердити стандартну модель фізики елементарних частинок. Косіба, Масаюкі Накахата та Ацуто Сузукі спільно розробили експеримент Каміока для виявлення розпаду протона, передбаченого теоріями великого об'єднання. Розпаду протона виявлено не було, але Косіба зрозумів, що детектор можна застосувати для виявлення нейтрино, і адаптував проєкт відповідно до новаторських робіт Девіса в США.
Завдяки цьому експерименту Косіба зміг підтвердити передбачення про те, що нейтрино генеруються під час реакцій ядерного синтезу на Сонці. Однак ці експерименти виявили менше нейтрино, ніж очікувалося. Цей дефіцит був названий проблемою сонячних нейтрино. У 1987 році детектор Каміока також виявив нейтрино від вибуху наднової зорі SN 1987A у Великій Магеллановій Хмарі.
Проблему сонячних нейтрино можна було пояснити нейтринними осциляціями — взаємними перетвореннями трьох типів нейтрино під час польоту від Сонця до Землі. Існування нейтринних осциляцій було підтверджено збільшеною версією Каміока, відомою як Супер-Каміоканде, запущеною під керівництвом Такаакі Кадзіти — учня Кошіби й також нобелівського лауреата.

## Відзнаки

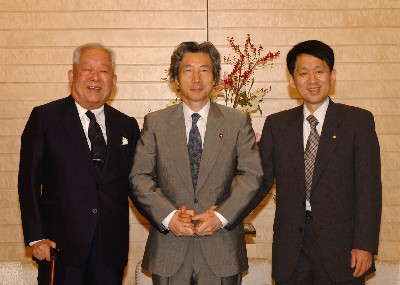
Масатосі Косіба та Коїті Танака в резиденції прем'єр-міністра Японії Дзюнітіро Коїдзумі, 11 жовтня 2002

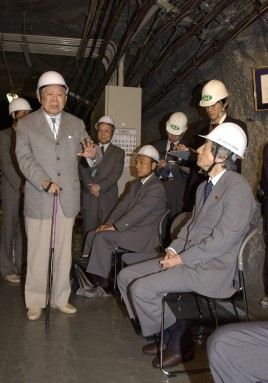
Масатосі Косіба і Дзюнітіро Коїдзум в обсерваторії Каміока Інституту дослідження космічних променів Токійського університету, 27 серпня 2003

Косіба мав ряд престижних наукових нагород:
- 1987 — Премія Асахі[en]
- 1987 — Меморіальна премія Нісіни[en]
- 1989 — Премія Японської академії
- 1997 — Премія Гумбольдта
- 2000 — Премія Вольфа з фізики
- 2002 — Нобелівська премія з фізики
- 2002 — Премія Панофскі
- 2003 — Медаль Бенджаміна Франкліна з фізики[19]

Крім наукових нагород, він був вшанований багатьма державними й суспільними відзнаками:
- 1985 — Орден «За заслуги перед Федеративною Республікою Німеччина»
- 1997 — Орден культури[en]
- 2002 — Почесний громадянин Суґінамі[20]
- 2002 — Почесний доктор Університету Мейдзі[21]
- 2002 — Член Американського фізичного товариства[22]
- 2003 — Орден Вранішнього Сонця[23]
- 2003 — На честь здобуття Нобелівської премії Косібою, на науковому факультеті Токійського університету було відкрито зал на його честь[24]
- 2003 — Почесний громадянин Токіо
- 2003 — Почесний професор Токійського університету

## Публікації
- Koshiba, M.; Fukuda, Y та ін. (1998). Evidence for Oscillation of Atmospheric Neutrinos. Physical Review Letters. 81 (8): 1562—1567. arXiv:hep-ex/9807003. Bibcode:1998PhRvL..81.1562F. doi:10.1103/PhysRevLett.81.1562.
- Koshiba, M.; Fukuda, Y та ін. (1999). Constraints on Neutrino Oscillation Parameters from the Measurement of Day-Night Solar Neutrino Fluxes at Super-Kamiokande. Physical Review Letters. 82 (9): 1810—1814. arXiv:hep-ex/9812009. Bibcode:1999PhRvL..82.1810F. doi:10.1103/PhysRevLett.82.1810.